# Человек-слон
«Человек-слон» (англ. The Elephant Man) — фильм 1980 года американского режиссёра Дэвида Линча, основанный на биографии знаменитого британца XIX века Джозефа Меррика. В основе фильма — книга Фредерика Тривза «Человек-слон» и частично Эшли Монтегю «Человек-слон: Этюд о человеческом достоинстве» (The Elephant Man: A Study in Human Dignity). Дэвидом Линчем в соавторстве с Кристофером Де Вуром и Эриком Бергреном был написан сценарий фильма.
Фильм был выдвинут на премию «Оскар» по восьми номинациям, включая «лучший фильм», «лучший режиссёр» и «лучшую мужскую роль» (Джон Хёрт), но не получил ни одной статуэтки. В Европе картина получила награды «Сезар» и «BAFTA в номинации Лучший фильм».
Фильм снят на черно-белую плёнку.

## Сюжет
Доктор Тривз (Энтони Хопкинс) находит Меррика (Джон Хёрт) в викторианском «фрик-шоу», куда Меррика нанял меркантильный делец Байтс (Фредди Джонс). Внешность Меррика настолько ужасающая, что ему приходится носить просторное одеяние, вроде мешка, чтобы никто не увидел его пугающих наростов по всему телу. Кроме того, Байтс считает, что Меррик умственно неполноценен. Несмотря на то, что человек-слон главный номер его представления, он относится к нему весьма жестоко. Тривза заинтересовал этот «экспонат» цирка, и он хочет выкупить Меррика у Байтса для того, чтобы обследовать его в больнице и прочитать лекцию о нём. Тривзом движет нечто большее, чем любопытство. Байтс не хочет уступать доктору, объясняя это тем, что Меррик — его единственный источник дохода, и он не может просто так с ним расстаться. Тривз задумывается о том, как помочь Меррику.
По приезде в больницу доктор Тривз принимает решение поместить Джона Меррика в изоляторе, чтобы не пугать остальных пациентов. Тривз рассчитывает на помощь главной медсестры (Уэнди Хиллер). Однажды в холле директор госпиталя мистер Карр Гомм (Джон Гилгуд) замечает, что Тривз сам несёт какую-то еду по направлению к изолятору и вызывает его на разговор. Он обязует доктора Тривза показать ему завтра своего пациента. Тривз за весьма короткий срок учит Меррика некоторым простым словам, думая, что тот не умеет разговаривать. В итоге, Меррик начинает произносить короткие фразы, вроде «Здравствуйте, я Джон Меррик», «Очень рад с вами познакомиться» и даже повторяет отрывок молитвы. Однако, когда к нему приводят мистера Гомма, тот начинает задавать ему незапланированные вопросы, на которые Джон не может ответить. Карр Гомм понимает, что все сказанное — это лишь заученные фразы. Он уходит в уверенности, что пребывание Меррика в госпитале — безнадёжная затея и глупая выдумка доктора Тривза, так как пациент слабоумен. Стоя за дверью, директор больницы и доктор спорят о необходимости лечения Меррика.
Карр Гомм уже стал спускаться по лестнице. Доктор Тривз собрался войти к Джону Меррику, но вдруг услышал, как тот проникновенно декламирует двадцать третий псалом, который они не успели выучить. Поражённые Тривз и Карр Гомм заходят к Человеку-слону и начинают с ним разговаривать.
Тривзу открывается, что на самом деле Человек-слон — развитая, способная к обучению личность, и его поведение перед Байтсом всего лишь притворство из страха, попытка предотвратить избиения. Меррик словно подтверждает подозрения Тривза: он конструирует из картона модель собора и читает. Меррик вхож в дом Тривза и его жены (Хана Гордон), именно ей он показывает свою самую дорогую ценность — небольшой портрет очень красивой женщины, своей матери. Меррик надеется, что если бы только его мама увидела своего сына в окружении таких известных людей, она бы, может быть, его полюбила, Джон полагает, что очень расстроил её своим обликом. На что жена Тривза возражает, что «любящий сын не может разочаровать мать». В этот, один из самых трогательных моментов фильма, жена доктора безутешно плачет. Меррик переживает, чем он мог так расстроить мадам. Меррика посещает знаменитая актриса миссис Кендал (Энн Бэнкрофт). Тем временем Байтс хочет вернуть «своё сокровище». Тривз стоит на своём и отказывается возвращать своего пациента назад в «Шоу уродов». Байтс заявляет, что тот отобрал его хлеб и что он заявит в полицию. На что Карр Гомм советует ему так и поступить, намекая на то, что самому Байтсу только от этого будет хуже, так как он издевается над живыми людьми. Но, главное, Байтс говорит, что доктор Тривз ничуть не лучше него, что он также демонстрирует Человека-слона людям и использует его в своих корыстных целях, а именно показывает его своим знакомым докторам. Над этими словами Тривз задумывается, его начинает беспокоить сложившаяся ситуация, но его жена успокаивает его.
Несмотря на известность Человека-слона, двери его комнат не запираются на ночь, и ночной сторож (Майкл Элфик) начинает использовать Меррика в своих целях. Ночью к нему вламывается пьяная компания во главе с его бывшим хозяином Байтсом. Ночной сторож подносит к лицу Меррика зеркало. Байтс похищает обезумевшего Меррика и, недолго думая, отправляется с ним на гастроли в Европу. В это время Тривз обнаруживает отсутствие Меррика и обвиняет в произошедшем сторожа. Человек-слон сильно заболевает, но пытается бежать. Ему помогают другие артисты цирка. Он возвращается в Лондон, где мечется по вокзалу, пытаясь убежать от нескольких мальчишек, привязавшихся к нему с тем, почему у него такая большая голова. Меррик случайно сбивает девочку, что становится причиной скандала. Толпа окружает Меррика и снимает с него прикрывающие деформированную голову отрепья.
Полисмены доставляют Меррика обратно в больницу. Доктор Тривз вместе с Кендал выводит его в театр, где Человек-слон показывает себя настоящим джентльменом. Вернувшись домой, в госпиталь, перед тем, как лечь спать, Джон Меррик беседует с Тривзом, благодарит его за вечер. После ухода доктора он готовится ко сну. Его взгляд падает на одну из картин, висящих на стене — на ней ребёнок, спящий на боку. Меррик хочет попробовать поспать «как нормальный человек», то есть лёжа, чего ему из-за сильно деформированной головы делать нельзя, он всегда спал сидя. Меррик убирает с кровати все подушки, ложится и засыпает. Последнее видение, возникающее перед Мерриком, — его мать.

## В ролях
- Энтони Хопкинс — доктор Фредерик Тривз
- Джон Хёрт — Джозеф Меррик
- Фиби Николлс[англ.] — миссис Меррик
- Энн Бэнкрофт — миссис Кендал
- Джон Гилгуд — Карр Гомм
- Уэнди Хиллер — Матрона
- Кэтлин Байрон — Леди Уоддингтон
- Фредди Джонс — Байтс
- Майкл Элфик[англ.] — ночной сторож
- Ханна Гордон — миссис Энн Тривз
- Хелен Райан — принцесса Александра
- Декстер Флетчер — мальчик Байтса
- Кенни Бейкер — карлик в перьях
- Фредерик Тревес — олдермен

## Награды и номинации

### Награды
- 1981 — Международный фестиваль фантастических фильмов в Авориазе
  - Гран-при — Дэвид Линч
- 1981 — Премия BAFTA
  - Лучший актёр — Джон Хёрт
  - Лучший фильм — Джонатан Сэнгер
  - Лучшее художественное оформление — Стюарт Крэйг
- 1982 — Премия «Сезар»
  - Лучший зарубежный фильм — Дэвид Линч

### Номинации
- 1981 — Премия «Оскар»
  - Лучший актёр — Джон Хёрт
  - Лучшие декорации — Стюарт Крэйг, Роберт Картрайт, Хью Скейф
  - Лучший дизайн костюмов — Патриция Норрис
  - Лучший режиссёр — Дэвид Линч
  - Лучший монтаж — Энн Коутс
  - Лучшая музыка — Джон Моррис
  - Лучший фильм — Джонатан Сэнгер
  - Лучший сценарий — Дэвид Линч, Эрик Бергрен, Кристофер Де Вор
- 1981 — Премия BAFTA
  - Лучшая операторская работа — Фредди Фрэнсис
  - Лучший режиссёр — Дэвид Линч
  - Лучший монтаж — Энн Коутс
  - Лучший сценарий — Дэвид Линч, Эрик Бергрен, Кристофер Де Вор
- 1981 — Премия «Золотой глобус»
  - Лучший режиссёр художественного фильма — Дэвид Линч
  - Лучший художественный фильм-драма
  - Лучший драматический актёр — Джон Хёрт
  - Лучший сценарий художественного фильма — Эрик Бергрен, Кристофер Де Вор
- 1982 — Премия «Грэмми»
  - Лучший саундтрек — Джон Моррис

## Дополнительная информация
- Настоящее имя Человека-слона — Джозеф, а не Джон, как написано в книге Тривза. Неизвестно, почему имя было изменено.
- Псалом 23, который Меррик читает, когда Тривз знакомит его с мистером Карром Громмом, в русском синодальном переводе Библии находится под номером 22.
- Грим Джона Херта был создан на основе представленного в частном музее Королевской больницы Лондона гипсового слепка тела Джозефа Меррика. Накладка грима каждый день занимала 12 часов.
- Кроме прочего, фильм обязан своей популярностью удачному выбору саундтрека. Дэвид Линч использовал в картине «Адажио» композитора Сэмюэля Барбера.
- Несмотря на то, что в фильме причиной такого внешнего вида Меррика врачи представляют факт затаптывания слонами его матери во время беременности, медики до сих пор спорят насчёт природы уродства Джозефа Меррика. Большинство учёных считает, что он страдал от синдрома Протея, который вызывает необычный рост головы, костей и кожи. Но, возможно, Меррика поразил нейрофиброматоз — редчайшее заболевание, которое может также вызывать деформацию костей и рост доброкачественных образований.
- Фильм был выпущен кинокомпанией Brooks Films, принадлежащей известному комедиографу Мелу Бруксу. В фильме также сыграла супруга Брукса, Энн Бэнкрофт.